# Arctia virginivir
Arctia virginivir är en fjärilsart som beskrevs av Dyar 1923. Arctia virginivir ingår i släktet Arctia och familjen björnspinnare. Inga underarter finns listade i Catalogue of Life.